# 公民民主党 (匈牙利)

公民民主党标志

公民民主党（匈牙利語：Polgári Demokrata Párt，缩写为PDP）是匈牙利历史上的一个自由主义政党。1944年，该党成立。1949年，该党被取缔。该党的前身是公民自由党，创始人是泰莱基·盖扎。该党曾参加匈牙利民族独立阵线。